# Reformovaný kostel svatého Jana (Paříž)
Reformovaný kostel svatého Jana (fr. Église réformée Saint-Jean) je farní kostel francouzské reformované církve v 7. obvodu v Paříži, v ulici Rue de Grenelle. Kostel je zasvěcený svatému Janu Evagelistovi.